# ポロネーズ第13番 (ショパン)
フレデリック・ショパンのポロネーズ第13番（ポロネーズだいじゅうさんばん）変イ長調は、1821年4月に作曲された曲。コビラニスカによる作品番号はKK IVa-2。最初の師であるヴォイチェフ・アダルベルト・ジヴニーに献呈され、同年の4月23日に披露された。ショパンの自筆譜が現存する最古の作品でもある（現在ワルシャワ音楽協会が所有している）。
出版は死後の1902年。

## 作品
演奏技術的には難しくはない。少年の作品として、バッハの作にならった優雅なもので、リズムは農民の舞曲を思わせるシンプルなもの。フレージングや強弱記号なども自筆譜にはほとんど書かれておらず、後世の校訂版による演奏が一般的。
演奏記号はない（パデレフスキ版ではAnimato）。主部は右手の属調主題が斬新。左手は変イ長調で調性の不安定さを楽しむ早熟の才能が表れている。
複合三部形式。演奏時間は約4分。
トリルやターンなどの装飾音を前面に押し出し、当時のピアノの音域のほとんどを用い、両手でアルペジョを優雅に分担させるなど、「第二のモーツァルト」といわれた少年期そのままである。途中変ニ長調の部分では両手を交差させる個所もあり、技巧の追求を図っている。
中間部は変ホ長調で十六分音符が主体。ハ短調に解決するときもあり、少年の鋭い感受性が初期ロマン派の作品群として結実している。十六部音符と三連符のポリリズムも見られる。中間では右手にポロネーズのリズムが見られる。